# Epsilon Serpentis
Epsilon Serpentis (Ba, Pa, 37 Serpentis) é uma estrela múltipla na direção da constelação de Serpens. Possui uma ascensão reta de 15h 50m 48.89s e uma declinação de +04° 28′ 39.3″. Sua magnitude aparente é igual a 3.71. Considerando sua distância de 70 anos-luz em relação à Terra, sua magnitude absoluta é igual a 2.04. Pertence à classe espectral A2m. É uma estrela variável δ Scuti e é componente do sistema delta Serpentis.